# Va

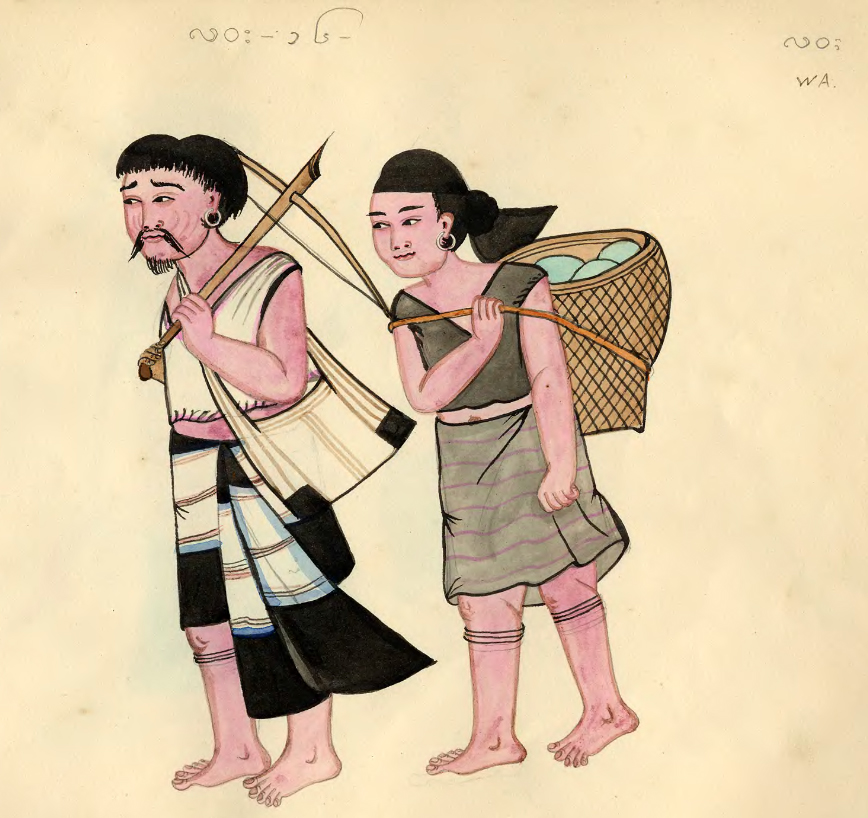
Dibujo en un manuscrito.

Los va o wa (chino: 佤族; pinyin: Wǎzú) son una minoría étnica, una de las 56 oficialmente  reconocidas por el gobierno de la República Popular China. Su población estimada (2003) es de unas 390.000 personas que habitan principalmente en la provincia china de Yunnan. También se encuentran algunos grupos en Birmania.

## Idioma
Los va tienen su propio idioma, al que ellos llaman parauk, perteneciente a la familia de lenguas austroasiáticas. Este idioma no disponía de un sistema de signos para su escritura, por lo que los mensajes se realizaban mediante inscripciones en bambú. 
En 1957 se creó un alfabeto, basado en el alfabeto latino, que permitía escribir el idioma de los va. A pesar de ello, son muy pocos los miembros de esta minoría que saben leer o escribir en esta lengua.

## Historia
Al no disponer de un sistema de escritura, se conoce poco sobre la historia antigua de este pueblo. Se sabe que los va son descendientes del antiguo pueblo de los baipu que vivieron en la zona en el periodo previo a la dinastía Qin.
En el periodo de las dinastías Tang y Ming, los va se dedicaron a la recolección de fruta; actividad que dio origen a la base de su economía actual: la agricultura. Durante la dinastía Qing se les conocía con el nombre de ka wa o ha wa y no fue hasta la fundación de la República Popular, en 1949, que recibieron su nombre actual.

## Cultura
Los jóvenes de este pueblo tienen total libertad para mantener relaciones sexuales antes de contraer matrimonio. Esta libertad se termina con la boda, generalmente arreglada por los progenitores. A los hombres se les permite tener más de una esposa.
El estilo de los poblados y de las viviendas varía según la zona en la que viven. En la zona de Ximeng, algunos poblados contienen más de 300 casas mientras que en otras zonas los poblados son mucho más pequeños. Las nuevas viviendas se construyen por todos los miembros del poblado y su construcción suele durar un día. Los materiales más utilizados son la paja y el bambú, aunque en algunas zonas se utiliza también la madera.
Generalmente, las viviendas constan de dos pisos: el piso superior se destina a vivienda familiar mientras que el inferior sirve como granero y establo. La casa del jefe del poblado o de las personas más acomodadas son de mayor tamaño que las demás y suelen estar marcadas con un tronco de madera en lo alto del tejado que indica la importancia de su residente principal. 

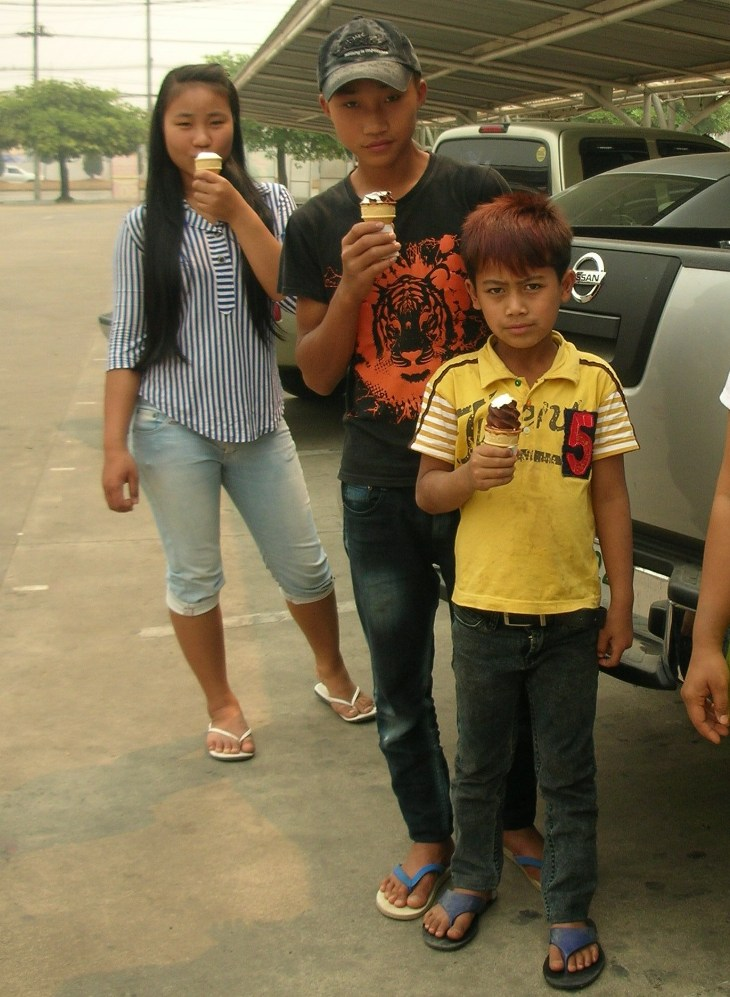
Jóvenes Va en la actualidad.

Antiguamente, los va eran cazadores de cabezas, práctica denominada Latou. Según su tradición, cazar cabezas de los enemigos les aseguraba una buena cosecha. Aunque está práctica está abolida y penalizada, el gobierno chino tuvo problemas para evitar que se siguiera realizando. 
En 1936, algunos va de la zona de Zhongke realizaron un ataque a diversos poblados en las montañas Ximeng. Atacaron más de 100 casas y solo tres personas escaparon con vida. Incluso después de la creación de la República Popular se siguieron denunciando casos de esta práctica y se cree que se sigue practicando en algunas zonas remotas de Birmania.

## Religión
La mayoría de los va son politeístas con una especial adoración a la naturaleza. Creen que todo tiene un dios distinto que le protege, desde los ríos hasta las cosechas. Estos dioses son los que traen la suerte o la desgracia a los hogares.
El dios principal es Mujij. Los cinco hijos de este dios están considerados los creadores de la tierra, el cielo, los terremotos y la luz. El quinto de estos dioses es el encargado de vigilar a los va.
Gracias a la influencia ejercida por la etnia dai, con la que comparten algunas zonas de residencia, algunos va se han convertido al budismo. En otras zonas en las que hay misioneros bautistas estadounidenses se encuentran algunos grupos de cristianos.